# Kløveshøj
Kløveshøj är en kulle i Danmark.   Den ligger i Kalundborgs kommun i Region Själland,  på ön Själland 80 km väster om Köpenhamn. Toppen på Kløveshøj är 99 meter över havet.
Närmaste större samhälle är Slagelse, 18 km söder om Kløveshøj. Trakten runt Kløveshøj består till största delen av jordbruksmark.